# Kwanumsa

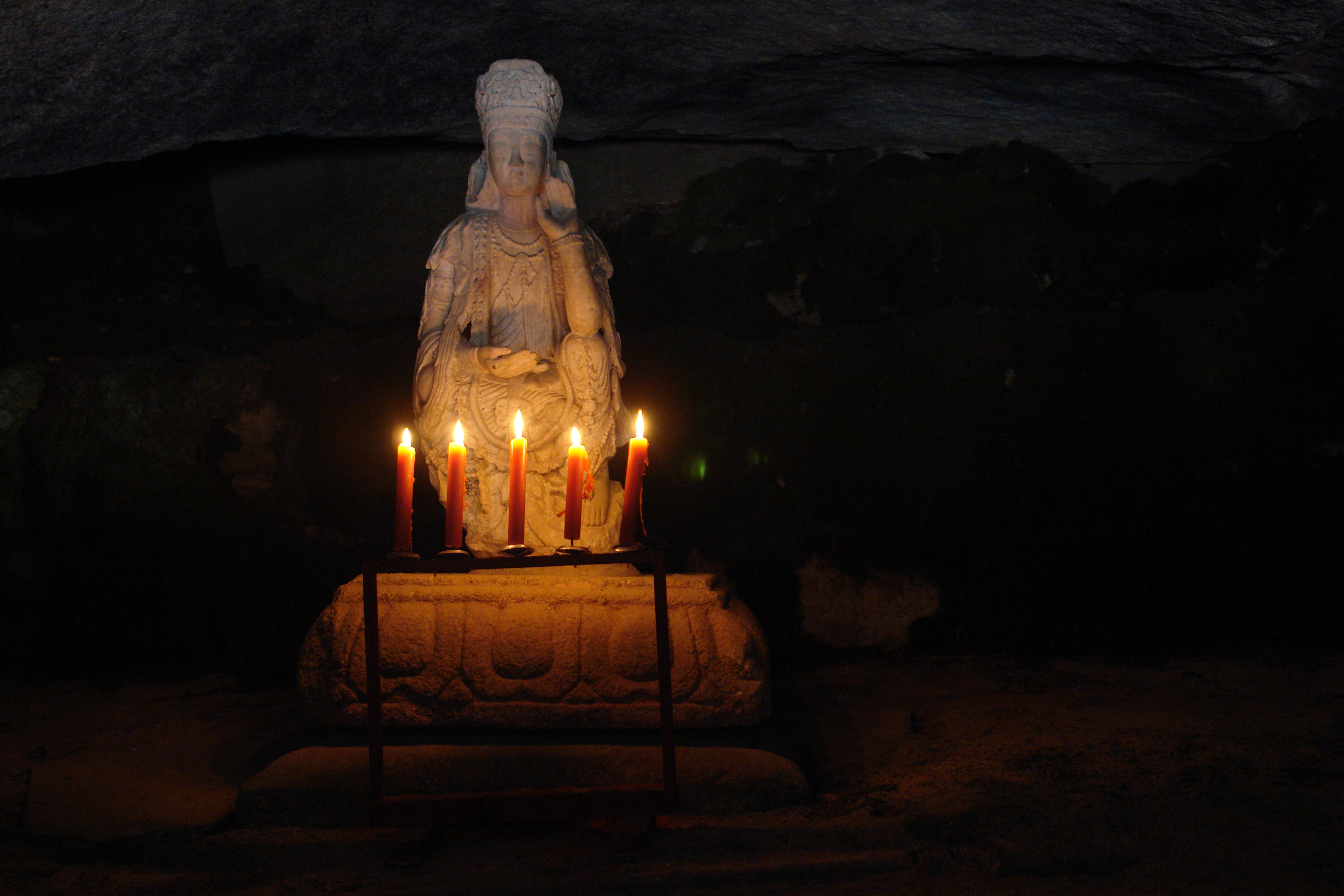
Statue en marbre du temple Kwanum représentant Avalokitesvara, trésor national n° 156.

Kwanumsa (관음사,  觀音寺) est un petit temple bouddhiste situé dans une vallée au sein de la forteresse du mont Taehung près de Kaesong. C'est l'un des trésors nationaux de Corée du Nord (n° 125). Il tient son nom de Guanyin, la déesse de la compassion.
Ce temple a été fondé en 970, pendant le siècle où Kaesong est devenue la capitale du royaume de Goryeo et de la péninsule coréenne. Il a été agrandi en 1393 et rénové en 1646. Seuls quatre de ses cinq bâtiments subsistent encore. Ce sont le pavillon Taeung, le bâtiment principal, long de 8,40 m et large de 6,61 mètres, une pagode en pierre à sept niveaux, un bâtiment de logements pour les bonzes  en forme de « L » avec quatre entrecolonnements sur la façade principale et la grotte Kwanum. Cette grotte abrite deux statues du Bodhisattva Avalokitesvara (Guanyin) assis et paré de ses plus beaux atours. Hautes de 1,2 m, elles sont en marbre blanc, ce qui est très rare pour l'époque de Goryeo.